# 蜑家雞
蜑家雞是香港一種雞肉食品，是香港蜑家漁民昔日用船上籠中飼養的雞，烹調而成的菜式。

## 做法
蜑家雞採用類似白切雞烹調，但會在浸雞的熱水加入海味增加風味。蜑家人會把魷魚乾、蝦乾、瑤柱和蝦殼等多種海味，放進入滷水中，再將雞放進去浸熟。

## 相關歇後語
香港有句歇後語叫「蜑家雞見水不能飲」，意思是只有看的份卻喝不到。因為蜑家人是漁民，以船為家，在船上飼養的雞看到的水都是不能喝的海水。